# Ilo Veyou
Albums de Camille
Music Hole
(2008) Ilo Lympia
(2013)
Ilo Veyou est le quatrième album de Camille, sorti le 17 octobre 2011. 
Camille ne le considère pas comme un concept-album. 
Le titre est une anagramme de « I love you » (« Je t'aime » en anglais).
L'album est inspiré par la grossesse et la naissance du premier enfant de Camille, et contient de nombreuses allusions à l'enfance.

## Titres
| No  | Titre                           | Paroles | Musique                | Durée |
| --- | ------------------------------- | ------- | ---------------------- | ----- |
| 1.  | Aujourd'hui                     | Camille | Camille                | 1:14  |
| 2.  | L'Étourderie                    | Camille | Camille                | 2:00  |
| 3.  | Allez allez allez               | Camille | Camille                | 3:37  |
| 4.  | Wet Boy                         | Camille | Camille, Clément Ducol | 2:28  |
| 5.  | She Was                         | Camille | Camille                | 4:37  |
| 6.  | Mars Is No Fun                  | Camille | Camille                | 2:34  |
| 7.  | Le Berger                       | Camille | Camille                | 5:10  |
| 8.  | Bubble Lady                     | Camille | Camille, Clément Ducol | 1:46  |
| 9.  | Ilo Veyou                       | Camille | Camille                | 1:43  |
| 10. | Message                         | Camille | Camille                | 0:48  |
| 11. | La France                       | Camille | Camille                | 3:05  |

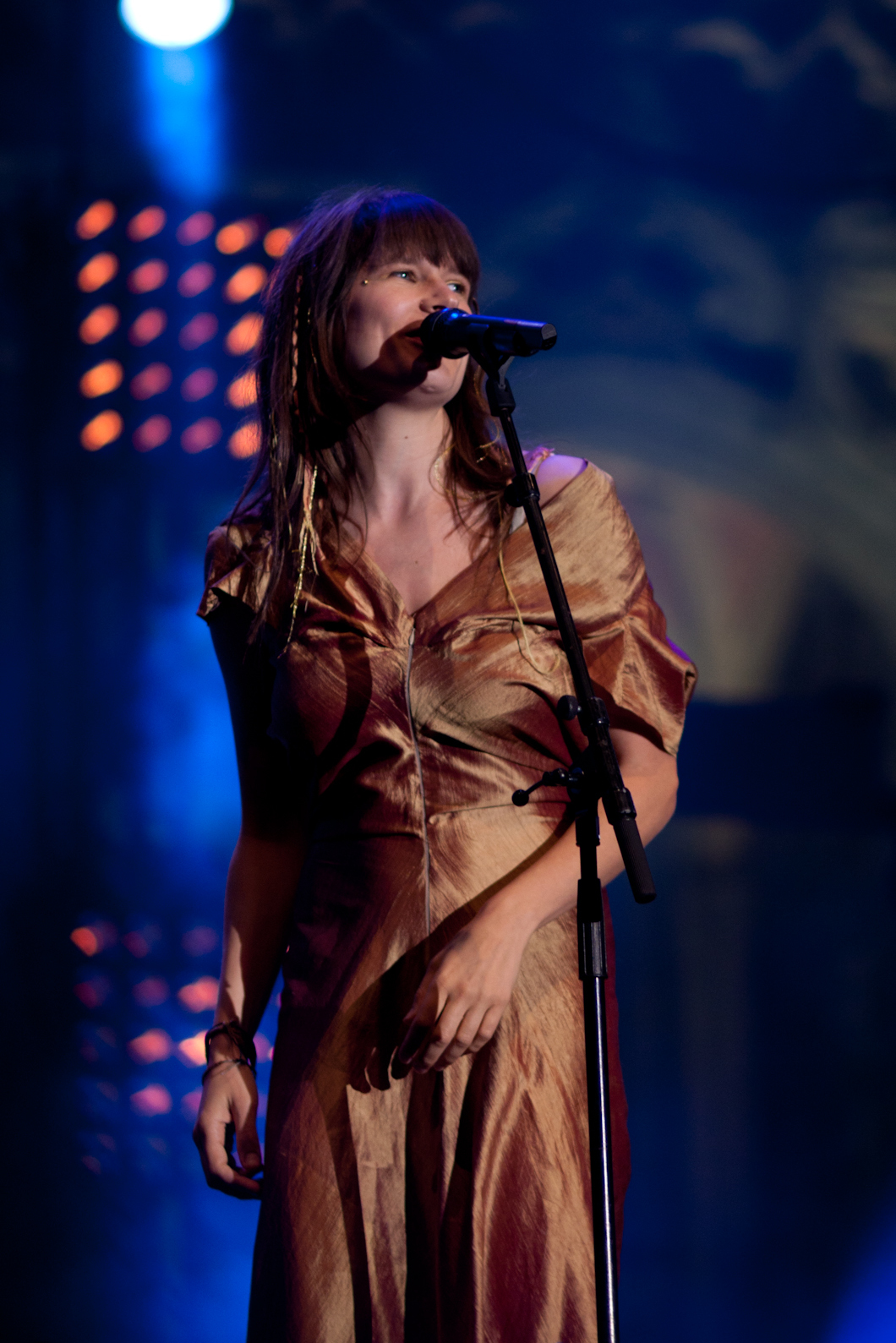
Camille en 2011 à Bruxelles lors de la tournée Ilo Veyou.

| 12. | My Man Is Married But Not To Me | Camille | Camille, Majiker       | 2:14  |
| 13. | Pleasure                        | Camille | Camille                | 2:10  |
| 14. | Le Banquet                      | Camille | Camille                | 2:47  |
| 15. | Tout dit                        | Camille | Camille                | 3:01  |

Une édition distribuée par la Fnac comprend cinq morceaux supplémentaires :
| No  | Titre                          | Paroles | Musique                                 | Durée |
| --- | ------------------------------ | ------- | --------------------------------------- | ----- |
| 16. | L'Étourderie (intime)          | Camille | Camille                                 | 1:36  |
| 17. | Babies Know More Than Us       | Camille | Camille, Clément Ducol, Thiago Henrique | 2:43  |
| 18. | Allez allez allez (a cappella) | Camille | Camille                                 | 2:59  |
| 19. | She Was (à la chapelle)        | Camille | Camille                                 | 4:32  |
| 20. | Tout dit (avec les oiseaux)    | Camille | Camille                                 | 3:08  |

## Musiciens
- Clément Ducol : guitare, piano préparé, arrangements
- Jean-Marie Baudour, Christelle Lassort, Guillaume Roger : violon
- Martin Rodriguez : alto
- Anaïs Belorgey : violoncelle
- Maxime Duhem : tuba
- Marianne Tilquin : cor
- Alexander Angelov, Martin Gamet : contrebasse

## Distinctions
- Victoires de la musique 2013 :
  - Victoire de la chanson originale pour Allez allez allez
  - nomination pour la Victoire du spectacle musical, tournée ou concert